# Еникарадолак
Еникарадолак (также Ени Карадолак, азерб. Yeni Qaradolaq) — село в Еникарадолакском административно-территориальном округе Агджабединского района Азербайджана.

## Этимология
Название происходит от племени карадолак.

## История
Село основано в начале XX века на основе нескольких кишлаков в Шушинском уезде.
В 1926 году согласно административно-территориальному делению Азербайджанской ССР село относилось к дайре Агджабеди Агдамского уезда.
После реформы административного деления и упразднения уездов в 1929 году был образован Куйбышевский сельсовет в Агджабединскоом районе Азербайджанской ССР.
Согласно административному делению 1961 и 1977 года село Еникарадолак входило в Куйбышевский сельсовет Агджабединского района Азербайджанской ССР.
5 октября 1999 года Куйбышевский административно-территориальный округ был переименован в Еникарадолакский, а административный центр перемещен из села Куйбышев в село Еникарадолак.
В 1999 году в Азербайджане была проведена административная реформа и внутри Еникарадолакского административно-территориального округа был учрежден Еникарадолакский муниципалитет Агджабединского района.

## География
Через Еникарадолак протекает канал имени Орджоникидзе..
Село находится в 22 км от райцентра Агджабеди и в 278 км от Баку. Ближайшая железнодорожная станция — Агдам (действующая — Халадж).
Село находится на высоте 61 метров над уровнем моря.

## Население
| Численность населения | Численность населения | Численность населения |
| 1980                  | 1999                  | 2009                  |
| --------------------- | --------------------- | --------------------- |
| 1521                  | ↗2460                 | ↗2470                 |

Население преимущественно занимается хлопководством, выращиванием зерна и животноводством.

## Климат
| Показатель                                                                                         | Янв. | Фев. | Март | Апр. | Май  | Июнь | Июль | Авг. | Сен. | Окт. | Нояб. | Дек. | Год  |
| -------------------------------------------------------------------------------------------------- | ---- | ---- | ---- | ---- | ---- | ---- | ---- | ---- | ---- | ---- | ----- | ---- | ---- |
| Средний суточный максимум, °C                                                                      | 6,0  | 7,2  | 10,6 | 18,2 | 23,0 | 28,0 | 30,9 | 31,1 | 25,9 | 21,1 | 13,7  | 8,4  | 19,1 |
| Средняя температура, °C                                                                            | 2,6  | 3,4  | 6,4  | 13,0 | 17,7 | 22,5 | 25,2 | 24,9 | 20,8 | 16,3 | 9,7   | 4,6  | 13,9 |
| Средний суточный минимум, °C                                                                       | −1,4 | −0,4 | 2,2  | 7,8  | 12,4 | 17,1 | 19,6 | 18,7 | 15,7 | 11,6 | 5,8   | 0,8  | 9,2  |
| Норма осадков, мм                                                                                  | 24   | 27   | 32   | 46   | 49   | 35   | 13   | 17   | 23   | 41   | 28    | 40   | 375  |
| Источник: https://en.climate-data.org/asia/azerbaijan/agcab%c9%99di-rayonu/yeni-qaradolaq-1055001/ |      |      |      |      |      |      |      |      |      |      |       |      |      |

Среднегодовая температура воздуха в селе составляет +13,9 °C. В селе полупустынный климат.

## Инфраструктура
В советское время в селе располагались средняя школа, медицинский пункт, близ села располагалось большой количество виноградников.
В селе расположены почтовое отделение, средняя школа, ясли-детский сад, дом культуры, библиотека, медицинский пункт.

### Памятники истории и культуры
В 1975 году в селе воздвигнут памятник, посвященный погибшим в Великой Отечественной войне. В 1994 году перед сельской школой воздвигнут памятник поэту Физули.
В селе расположен ряд древних поселений, в том числе и поселения Камильтепе, Курд-тепе (бронзовый век), Шахтепе (ранний железный век), Кара-тепе (энеолит).